# Reconquista
A Reconquista é um dos termos pelos quais é conhecido o processo histórico de um período de quase oitocentos anos ao longo do qual os reinos cristãos da Península Ibérica procuraram recuperar progressivamente os territórios ocupados pelos reinos mouros muçulmanos durante o período de al-Andalus (tal como os muçulmanos chamavam à parte da Península Ibérica dominada por eles). Tal processo decorreu entre 718 ou 722 (data provável da Batalha de Covadonga, liderada por Pelágio das Astúrias) e 1492, com a conquista do Emirado de Granada pelos reinos cristãos. O controlo progressivo da península possibilitou a fundação de novos reinos cristãos, como o Reino de Portugal e o Reino de Castela, precursores de Portugal e de Espanha.
Houve resistência em várias partes da Península Ibérica, e os muçulmanos não conseguiram ocupar o norte da península, onde resistiam muitos refugiados cristãos; aí surgiria Pelágio, que se pôs à frente dos refugiados, iniciando imediatamente um movimento para reconquistar o território perdido. Houve avanços e retrocessos. Portugal quase terminou sua Reconquista em 1187, mas o sul foi invadido pelo Califado Almóada do Norte da África. As constantes invasões islâmicas e a desunião ibérica, entre outros fatores, favoreciam bastante os muçulmanos.
Os reinos ibéricos eram monarquias feudais eficientes para combater as razias muçulmanas. Todavia, o processo de Reconquista era dificultado pela desunião dinástica e pelas guerras feudais. A ocupação das terras conquistadas fazia-se com um cerimonial: cum cornu et albende de rege, isto é, com o toque das trombetas e o estandarte desfraldado.
A ideia de guerra santa, pela cruz cristã, só veio a surgir na época das Cruzadas (1096), e, já em 1085, os reinos cristãos haviam reconquistado mais da metade da Península Ibérica. A reconquista de todo o território peninsular durou cerca de cinco séculos, só ficando concluída em 1492, com a tomada do reino muçulmano de Granada pelos reis Católicos.
Em Portugal, a reconquista terminou antes, com a conquista definitiva da cidade de Faro, pelas forças de D. Afonso III, em 1249. Na época, a população se concentrava no centro-norte até ao sul de Évora e Santiago do Cacém, enquanto o extremo sul do país encontrava-se completamente despovoado. O Algarve só seria repovoado na segunda metade do século XIII.

## O termo "Reconquista": historiografia e tradição
O termo "Reconquista" não é globalmente aceito, uma vez que os reinos cristãos que "reconquistaram" os territórios da Península se constituíram posteriormente à conquista islâmica. Apesar de esses monarcas se autoproclamarem descendentes diretos e herdeiros do antigo reino visigodo, tal alegação, aparentemente, teria sido um mero recurso visando a legitimação política dos reinos cristãos e a justificação das suas guerras de conquista. No entanto, para a população moçárabe, que, apesar de cristã, era arabizada, havia, em al-Andalus, maior tolerância religiosa do que nos reinos cristãos, seus sucessores, onde os moçárabes eram vistos como minoria. Seus hábitos litúrgicos, completamente contagiados pela influência árabe, eram considerados estranhos — uma afronta aos observadores estrangeiros. A extinção do rito hispano-moçárabe provocaria o desaparecimento destas comunidades, embora algumas, muito pequenas, tenham conseguido manter-se, mediante autorização papal.
Na sua España invertebrada (1922), José Ortega y Gasset , na sua filosofia, afirmou que "Uma lufada de ar africano os leva [os visigodos] para longe da Península (...) Dir-me-ão que, apesar disso, sabíamos culminar nossos gloriosos oito séculos de Reconquista. E a isto respondo ingenuamente que não compreendo como se pode chamar de reconquista algo que dura oito séculos. Eloy Benito Ruano , medievalista espanhol, contradisse Ortega afirmando que a longa duração, oitocentos anos, não é um argumento convincente para invalidar a Reconquista como fenómeno: «Argumento que, na nossa opinião, pode ser refutado com a invocação de tantos processos e fenômenos históricos quanto possam ser, nas suas diversas proporções, o cristianismo, o feudalismo, a instituição monárquica... Todos os assuntos hoje incluídos na moderna concepção braudeliana (de Braudel) da longue durée.»

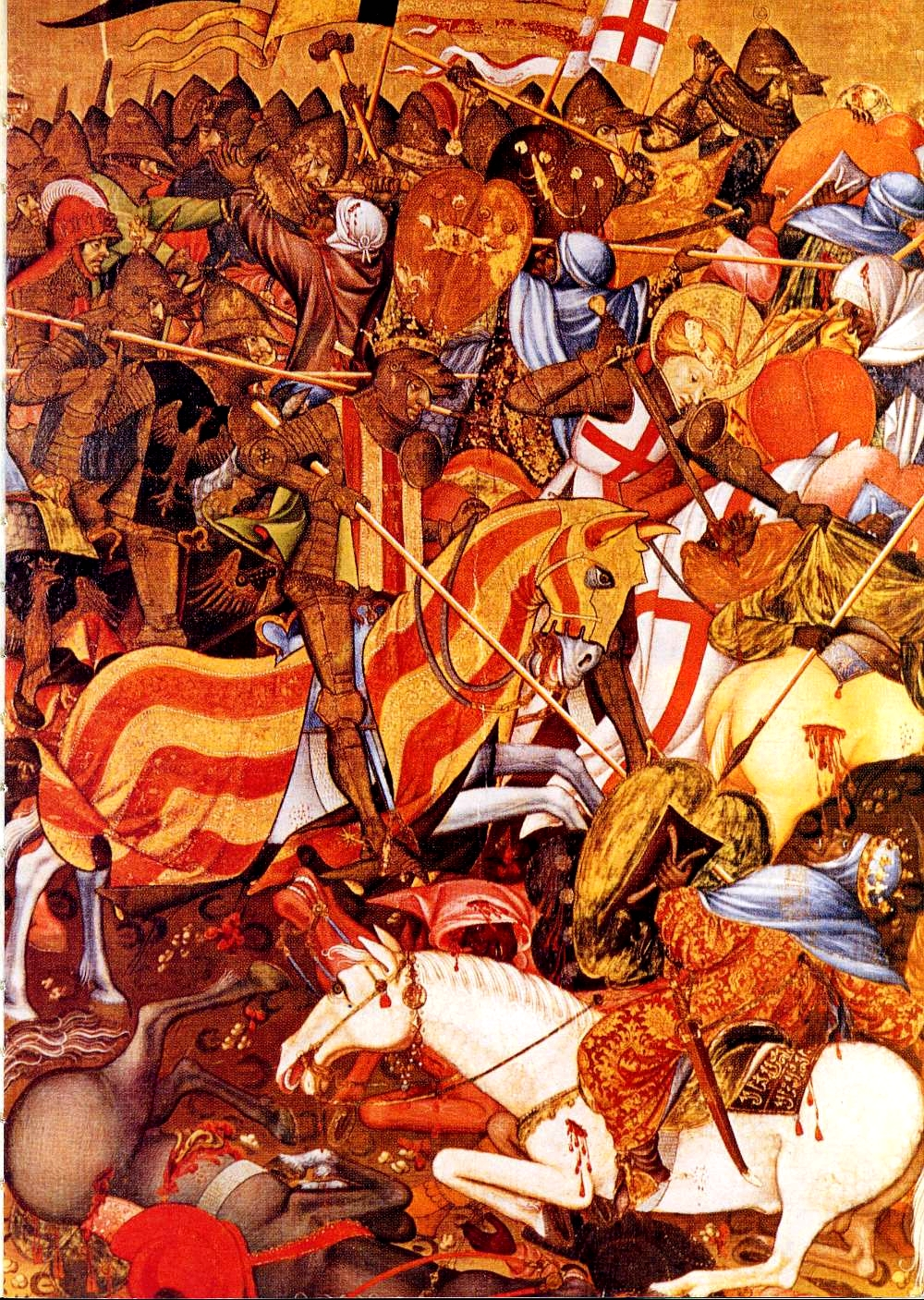
Batalha de El Puig de Santa Maria, de Marçal de Sax

Em 1965, os historiadores Marcelo Vigil e Abílio Barbero de Aguilera propuseram que os povos do norte da península tinham um baixo nível de romanização e cristianização no início da Idade Média. Segundo estes autores, este povo, que tinha resistido tanto aos romanos como aos visigodos, rejeitaria da mesma forma a invasão árabe. Tendo isto em conta, estes autores afirmaram que: «o fenómeno histórico denominado reconquista não se deveu originalmente a razões puramente políticas e religiosas (...). “Deveu o seu dinamismo ao facto de ser a continuação de um movimento de expansão de povos que alcançavam formas superiores de desenvolvimento económico e social”. Embora tenha tido certa recepção entre alguns historiadores espanhóis da época como José Luis Martín Rodríguez, outros como Claudio Sánchez-Albornoz rejeitaram esta proposta desde o momento da sua publicação. outros como Claudio Sánchez-Albornoz rejeitaram esta proposta desde o momento da sua publicação. Em 1992, José Miguel Novo Güisán publicou uma obra na qual afirmava haver um elevado grau de romanização nas cidades do norte da península já no Baixo Império Romano, contrariando a proposta de Marcelo Vigil e Abílio Barbero.
Escritores como Ignacio Olagüe Videla, em A Revolução Islâmica no Ocidente (1974), consideram que a invasão militar árabe é um mito e sustentam que a criação de al-Andalus foi o resultado da conversão de grande parte da população hispânica ao Islã. Estas teses foram estudadas pelo conhecido arabista González Ferrín na sua obra História geral de Al-Andalus, na qual fala sobre a Reconquista “que ela nunca existiu realmente”. Afirma também que al-Andalus “constitui um elo insubstituível na história europeia”. Olagüe afirma em A Revolução Islâmica no Ocidente: «Os historiadores acreditam que a Espanha foi invadida por nómadas que chegaram de Hedjaz, sem terem pensado em medir num mapa o caminho que devia ser percorrido, nem em estudar em obras de geografia ou obstáculos que tiveram que percorrer. “Era preciso vencer numa jornada tão longa”. As hipóteses de Olagüe não têm nenhum respaldo significativo na historiografia atual. O trabalho de Olagüe foi descrito como “história ficcional” e rejeitado nos círculos acadêmicos. A arqueologia e os textos antigos refutam esta teoria, pois existem abundantes fontes clássicas e vestígios arqueológicos que comprovam que a conquista islâmica foi violenta, com numerosas batalhas e cercos, com populações inteiras exterminadas pelos exércitos islâmicos, como em Saragoça ou Tarragona durante a Conquista do norte. Além disso, tanto em fontes cristãs como muçulmanas, há inúmeras citações sobre os elevados impostos especiais que apenas os não-muçulmanos tinham de pagar, como o gizya, o harag, bem como leis que tratam os não-muçulmanos de forma inferior.
Os medievalistas franceses Charles-Emmanuel Dufourcq e Jean Gautier-Dalché, na sua obra A Espanha Cristã na Idade Média (1983), descrevem o processo de conflito entre cristãos e muçulmanos como reconquista:
Entre os séculos VIII e XV, a história da Península Ibérica é em grande parte a história da luta contra os muçulmanos por parte destes núcleos pré-islâmicos que não tinham sido subjugados ou que cedo escaparam ao seu domínio: núcleos que foram pouco a pouco consolidados como os Estados, cada um recebendo um nome particular. Pelo contrário, os seus habitantes chamavam Espanha a toda a área – qualquer que fosse a sua extensão variável – que o Islão dominava; Os árabes, por sua vez, chamavam-lhe Al-Andalus. A luta entre as duas partes da Península – isto é, a cristã, fragmentada, e a muçulmana, por vezes unida e fragmentada em vários reinos – tornou-se a reconquista: isto é, a reconquista da parte muçulmana pelos cristãos.— Charles-Emmanuel Dufourcq e Jean Gautier-Dalché, Espanha cristã na Idade Média (1983)
Derek William Lomax , escritor britânico e hispanista especializado em literatura espanhola medieval, escreveu no seu livro La Reconquista (1984):
A Reconquista é uma estrutura conceitual usada por historiadores. Mas, ao contrário do conceito da Idade Média, não é um conceito artificial. Pelo contrário, a Reconquista foi uma ideologia inventada pelos hispano-cristãos logo após o ano de 711, e a sua efetiva concretização fez com que se mantivesse desde então como tradição historiográfica, tornando-se também objeto de nostalgia e clichê retórico dos publicitários tanto tradicionais e marxistas.
O catedrático arabista Serafín Fanjul, nos seus livros Al-Andalus contra Espanha (2000) e A Quimera de Al-Andalus (2004), desmonta os mitos de uma invasão pouco violenta, a idealização da coexistência de culturas ou religiões em al-Andalus e utiliza o termo reconquista, entendendo-o como a recuperação pelas comunidades cristãs do território invadido pelos muçulmanos. Em Al-Andalus contra Espanha, Fanjul afirma: «Mas será no reinado de Afonso III (866-911) e sob o abrigo da incipiente reconquista, quando a Crónica profética anunciar o regresso do reino dos godos e a recuperação de todo o solo da Espanha sob a égide do mesmo rei».

## Contexto histórico

Extensão da Reconquista no Território Almóada em 1157.

Por volta do ano 711 a Península Ibérica foi invadida por soldados berberes, comandadas por Tárique, obrigando os visigodos a recolher-se principalmente na região de Astúrias, uma região no Norte da Península, que, pelas suas características naturais, colocava grandes dificuldades ao domínio muçulmano. Além disso, os muçulmanos podiam contornar essa região pois estavam mais interessados em atravessar os Pirenéus e derrotar os Francos, do outro lado, visto terem como objectivos conquistar todos os territórios à volta do Mediterrâneo, o que acabou por não acontecer, pois foram derrotados pelos Francos.

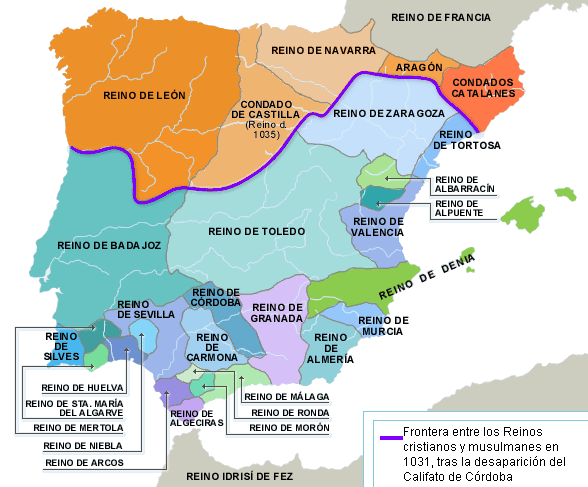
Divisão dos reinos e taifas em 1031.

Assim, o período compreendido entre 711 e 1492 foi marcado, na Península Ibérica, entre outros fatos, pela presença de governantes muçulmanos. Em nome da recuperação da região, ocorreu um longo processo de lutas, considerado por alguns como parte do movimento de cruzadas, que finalmente resultaria na completa reconquista do território por parte dos cristãos.
Durante esta fase, dá-se o nascimento do Reino de Portugal e de diversos outros reinos na Península Ibérica, tais como os reinos de Leão, de Castela ou de Aragão. Enquanto Portugal, já em 1168, teve seus limites muito próximos dos atuais, a unificação da Espanha deu-se de forma gradual; persistindo movimentos separatistas até hoje.
No século XII, os almorávidas foram substituídos pelo Califado Almóada no extremo Sul do território peninsular. Os almóadas surgiram em Marrocos, descontentes com o insucesso dos almorávidas em revigorar os estados muçulmanos fantoches na Península Ibérica, bem como em suster a reconquista ibérica cristã. Isso porque os reinos cristãos ibéricos, que já haviam reconquistado quase 3/4 da Ibéria no século XII, tinham juntos cerca de sete milhões de habitantes, enquanto o Sul, dominado pelos mouros, tinha uma população muito escassa em comparação.

## A revolta
Antes de 750, os soldados berberes, que se acantonavam nas terras mais ao norte, revoltaram-se contra os árabes: estes eram pouco numerosos e chamaram tropas sírias, que dominaram a revolta. Em 718, Pelágio, chefe dos visigodos, aproveita a desorganização muçulmana e dá início a um processo de reconquista dos territórios hispânicos, que iria durar cerca de seis ou sete séculos.

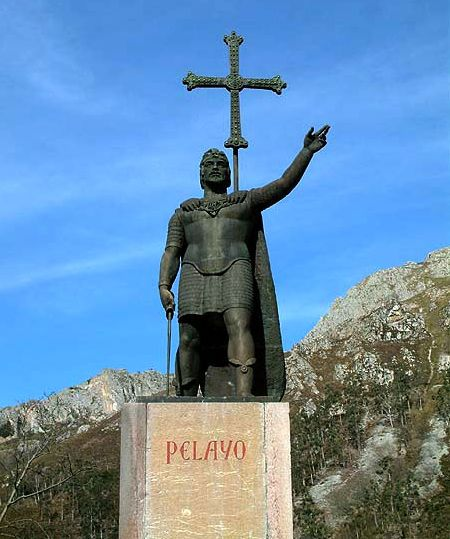
Estátua de Pelágio das Astúrias.

Não se sabe muito sobre Pelágio: o nome não é gótico: os autores de pequenas crónicas escritas pelo fim do século IX e X procuram relacioná-lo com os antigos reis visigodos, para estabelecerem uma relação entre os guerrilheiros montanheses e a «restauração» do cristianismo em Espanha. Um escritor árabe coevo diz que se tratava de um galego. Um historiador moderno supõe que seria um servo que se conseguiu impor aos companheiros no período de crise que seguiu a queda da monarquia; um outro considera-o um nativo das Astúrias; outros autores consideram que Pelágio era duque da Cantábria, parente, segundo a tradição, do rei Rodrigo.
Pelágio seria então o chefe daquele grupo de montanheses (ástures e cântabros) que escaparam à dominação árabe da Península, refugiados nas montanhas quase inacessíveis das Astúrias. O domínio muçulmano na Península levava os guerreiros cristãos a porfiadas pelejas, cada um querendo «gizar» um reino para si.
É em 722 que ocorre a primeira grande vitória dos ibero-cristãos contra os mouros, na Batalha de Covadonga; dá-se assim a derrota dos muçulmanos. Alexandre Herculano considera que o ardil de guerra que deu a vitória a Pelágio tem muito em comum com aquele que Viriato pusera por vezes em prática, cerca de novecentos anos antes: ainda que muito a custo, os cavaleiros enviados em cilada para a floresta à esquerda das gargantas de Covadonga, puderam chegar aí sem serem sentidos pelos árabes. Aquando da aproximação dos árabes, os cristãos recuaram e os primeiros, atribuindo ao temor esta fuga simulada, precipitaram-se em sua direcção. Pouco a pouco, o duque da Cantábria atraiu-os para a entrada da gruta de Covadonga. Ao som da trombeta de Pelágio, do cimo dos rochedos surgiram guerreiros que dizimaram os africanos e os renegados godos com tiros e lançando rochedos.
Na batalha de Auseba foram vingados os valentes que pereceram na Batalha de Guadalete, nas margens do Criso, com a morte de vinte mil sarracenos.

## A oportunidade

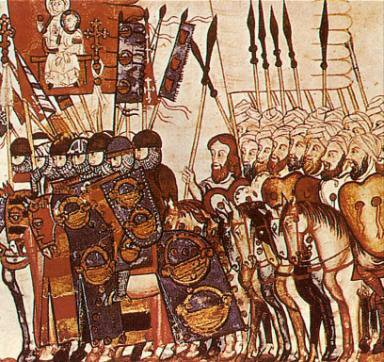
Cantiga 181 da Batalha de Marraquexe.

Os cristãos ibéricos esperavam esses combates na esperança de um avanço na reconquista, e encontravam nas montanhas das Astúrias um campo propício. Delas desceu um dia um grupo de godos, capitaneados pelo referido Pelágio, que infligiria aos sarracenos uma formidável derrota na batalha de Cangas de Onís (cerca de 722), e que seria o primeiro elo dessa cadeia de combates que, prolongando-se através de quase oito séculos, fez recuarem os dominadores ibero-muçulmanos para as praias de África.
Seguiu-se uma prolongada guerra civil, a cerca de 740, em consequência da qual as terras para o norte do Douro ficaram livres, ou quase livres, dos invasores, porque os berberes, que lá estavam, marcharam para o sul para fazer guerra aos árabes. As populações hispano-góticas dessas regiões puderam, então, levantar cabeça e colocaram-se do lado dos cristãos contra esses mouros. A Galiza foi uma zona onde essa luta foi mais renhida e devastadora. Antes de terminar o século VIII, por efeito do recuo dos mouros, divididos por guerras internas, a Península Ibérica tinha duas zonas, cujo limite passava, aproximadamente, por Coimbra, seguia o curso do Mondego por Talavera, Toledo, Tudela e Pamplona. As populações não estavam submetidas a nenhuma organização definida permanente, a não ser ao clero.
Algumas sés (entre elas as do Porto e Braga) foram abandonadas pelos bispos, mas o culto cristão nunca foi interrompido. Alguns historiadores, entre eles Alexandre Herculano, tomaram à letra algumas frases dos cronicões da reconquista, em especial o atribuído a Sebastião, bispo de Salamanca.
Rezam as crónicas que foi Afonso I (um chefe asturiano) quem reconquistou uma enorme região, que incluía toda a Galiza, o Minho, o Douro e parte da actual Beira Alta, passando os mouros a fio de espada e levando consigo, para norte, todos os cristãos que encontrou no território.
É essa a origem da teoria do ermamento (ver também Deserto do Douro): se todos os mouros foram mortos e todos os cristãos levados, a terra transformou-se num grande deserto, onde a vida social parou e só veio a renascer a partir da sua incorporação nos novos reinos cristãos. Este ponto de vista foi depois corrigido. Os cristãos que foram levados para o norte podem ser explicados pela necessidade de mão-de-obra. E, entre os mortos e os feridos, há sempre alguns que escapam.

## A cultura militar na Península Ibérica
Em situação de constante conflito, a guerra e a vida cotidiana foram fortemente interligados durante este período. Pequenos exércitos, levemente equipados reflete como a sociedade tinha que estar em estado de alerta em todos os momentos. Estas forças são capazes de percorrer grandes distâncias em tempos curtos, permitindo um rápido retorno para casa depois de eliminar e saquear um alvo. As batalhas que tiveram lugar foram, principalmente entre clãs, expulsando exércitos intrusos ou expedições de saque e pilhagem.
No contexto do relativo isolamento da Península Ibérica do resto da Europa, e o contato com a cultura mourisca, as diferenças geográficas e culturais implicava o uso de estratégias militares, táticas e equipamentos que eram marcadamente diferentes daqueles encontrados no restante da Europa Ocidental durante este período.
Os exércitos ibéricos medievais foram compostos principalmente de dois tipos de forças: a cavalaria (principalmente de nobres, mas incluindo os cavaleiros vilões a partir do século X) e a infantaria ou os peões (os camponeses). A infantaria somente iria para a guerra, se era necessário, o que não era comum.

## Cavalaria e infantaria
As táticas ibéricas de cavalaria envolvem os cavaleiros que se aproximavam do inimigo e atirando dardos, antes de retirar-se para uma distância segura, antes de iniciar um outro assalto. Uma vez que a formação dos inimigos estava suficientemente enfraquecida, os cavaleiros encarregados de empunhar lanças (as lanças pesadas não chegariam a Hispânia até o século XI). Havia três tipos de cavaleiros: os cavaleiros reais, os nobres cavaleiros (os cavalheiros fidalgos) e os cavaleiros plebeus (os cavalheiros vilões). Os cavaleiros reais eram principalmente nobres com uma estreita relação com o rei, e, portanto, reivindicavam uma herança gótica direta.
Os cavaleiros reais foram equipados da mesma maneira como seus antecessores góticos — os braceletes, o escudo pipa, uma espada longa (projetado para lutar a partir do cavalo) e, assim como os dardos e as lanças, um machado de origem gótico similar à francisca dos francos. Os cavaleiros nobres vieram das fileiras dos nobres menores, enquanto os cavaleiros plebeus não eram nobres, mas eram ricos o suficiente para pagar um cavalo. Excepcionalmente, na Europa, esses cavaleiros compreendeu uma força de cavalaria de milícia sem ligações feudais, estando sob o controle exclusivo do rei ou a contagem de Castela por causa das "charters" (ou foros). Os cavaleiros entre nobres e plebeus usavam armaduras de couro e levava dardos, lanças e escudos redondos (influência dos escudos mouriscos), bem como uma espada.
Os peões eram os camponeses que iam para a batalha a serviço de seu senhor feudal. Mal equipados, com arcos e flechas, lanças e espadas curtas, eles eram usados principalmente como as tropas auxiliares. Sua principal função no campo de batalha era conter as tropas inimigas até que a cavalaria chegar e para bloquear a infantaria inimiga de atacar os cavaleiros.
O arco longo, o arco compósito (arco composto ou laminado construído de madeira, osso ou chifre, e tendões de animais) e a besta são os tipos básicos de arcos, e especialmente populares na infantaria. O lançamento de dardos e o tiro com a funda, o arco e a besta era intensamente incentivado pela população. O treino regular era muito importante para qualquer guerreiro.
Normalmente a armadura era feita de couro, com malhas e escamas de ferro; os casacos cheios de cota de malha eram extremamente raros e a barda para os cavalos completamente desconhecido. As proteções para a cabeça consistiram em um capacete com protetor em volta do nariz (influenciado pelos desenhos usados por Vikings que atacaram durante os séculos VIII e IX) e um capacete de cota de malha. Os escudos eram muitas vezes redondos ou em forma de rim, com exceção dos projetos em forma de pipa usados pelos cavaleiros reais. Normalmente, adornado com desenhos geométricos, cruzes ou borlas, escudos eram feitos de madeira e tinha uma capa de couro.
As espadas de aço eram a arma mais comum. A cavalaria usava as espadas longas de dois gumes, a infantaria usava as espadas curtas de um gume. As guardas eram retas ou semicirculares, mas sempre altamente ornamentados com padrões geométricos. As lanças e dardos eram de até 1,5 metros de comprimento e tinha uma ponta de ferro. O machado de duas lâminas, feito de ferro, e com 30 cm de comprimento e extremamente afiado e possuir uma grande vantagem, foi projetado para ser igualmente útil como uma arma de arremesso ou no combate corpo a corpo. As maças e os martelos não eram comuns, mas alguns espécimes permaneceram, e são pensados para ter sido usado por membros da cavalaria.
Finalmente, os bandos de mercenários foram um fator importante, como muitos reis não tinham soldados suficientes disponíveis. Os escandinavos, os lanceiros flamengos, os cavaleiros francos, os arqueiros montados mouros e a cavalaria ligeira berbere foram os principais tipos de mercenário disponível e utilizado no conflito.

## As mudanças tecnológicas
Este estilo de guerra permaneceu dominante na Península Ibérica até o final do século XI, quando expressa as táticas da lança pesada de cavalaria pesada chegaram da França, embora as técnicas tradicionais de arremessos de dardos com cavalos continuaram a ser usados. Nos séculos XII e XIII, os soldados normalmente carregavam uma espada, uma lança, um dardo, e quer um arco e flechas ou uma besta e virotes/setas. A armadura consistia de uma cota de malha sobre um casaco de couro acolchoado, estendendo-se pelo menos até os joelhos, um elmo ou um capacete de ferro, e as braçadeiras para proteger os braços e os coxetes para as coxas, feitos de couro ou metal.
Os escudos eram redondos ou triangulares, feito de madeira, coberto com couro, e protegido por uma faixa de ferro, os escudos dos cavaleiros e nobres suportaria o emblema de armas da família. Os cavaleiros andavam tanto no estilo muçulmano, a la ginete (ou seja, o equivalente a um assento de jóquei moderno), um cinto de estribo curto e joelhos permitidos para um melhor controle e velocidade, ou no estilo francês, a la brida, uma cinta de estribo longo permitiu mais segurança na sela (ou seja, o equivalente ao assento de cavalaria moderna, que é mais seguro) quando atua como uma cavalaria pesada. Os cavalos foram ocasionalmente também equipados com uma cota de malha.

## Os ataques
As razias eram feitas nos lugares onde os saques podiam ser compensadores, e o facto de se repetirem várias vezes mostra que as populações estavam enraizadas. À aproximação dos soldados (umas vezes mouros, outras vezes cristãos), os aldeões faziam como em Coimbra: refugiavam-se nos montes e voltavam depois para construir novas choupanas e continuar as sementeiras. E estas dificuldades iam fortalecendo o poder popular. As condições sociais desta época são pouco conhecidas. Apesar disso, há indicações de conflitos sociais violentos entre os servos e os senhores feudais.

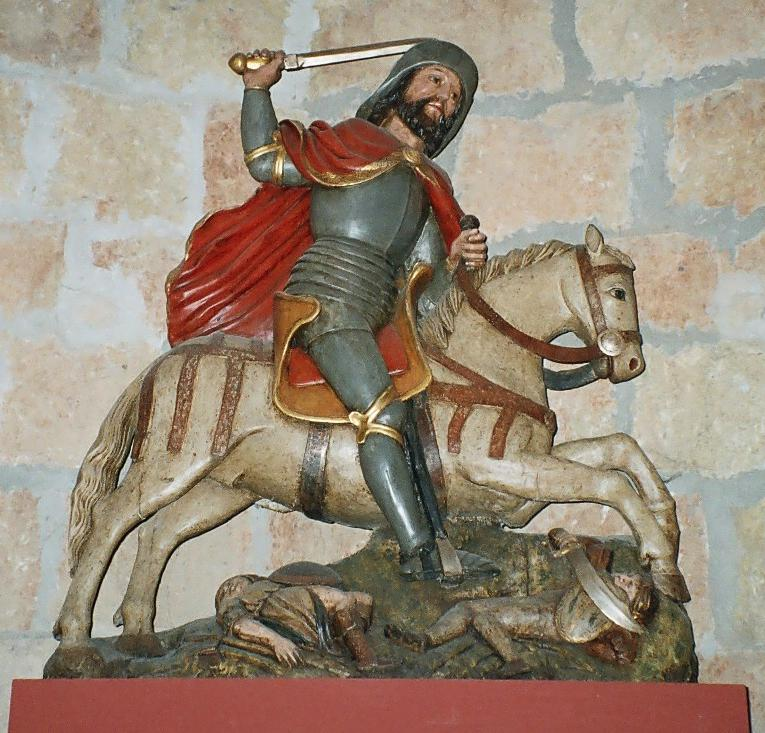
Os cristãos consideravam que o seu protector era Santiago (ainda hoje patrono da Espanha), apelidado de Santiago Matamouros.

A Crónica Sebastianense e a crónica Albeldense falam-nos de uma revolta de libertinos, isto é, descendentes de antigos escravos. Diz que se revoltaram contra os senhores mas foram vencidos e «reconduzidos à escravidão». Em alguns casos, as populações revoltavam-se após a incorporação dos territórios em que habitavam no domínio cristão. Essas revoltas não eram de carácter religioso: não existem indícios de uma profunda adesão dos povos ao credo islâmico. Mas os «reconquistadores» não aceitavam as organizações dos vizinhos que, entretanto, se tinham enraizado.

### Santiago Mata-Mouros
De acordo com outras tradições, Santiago teria aparecido miraculosamente em vários combates travados em Hispânia durante a Reconquista Cristã, sendo a partir de então apelidado de Matamoros (Mata-Mouros). Santiago y cierra España foi desde então o grito de guerra dos exércitos da Península. Santiago era também protector do exército português até à crise de 1383-1385, altura em que o seu brado foi substituído pelo de São Jorge, trazido pelos ingleses contra as hostes castelhanas.

## Os reinos cristãos
O primeiro reino cristão foi o das Astúrias, fundado por Pelágio, e mais tarde o Reino de Leão. Nos princípios do século X, a província de Navarra tornou-se independente, formando o Reino de Navarra.
Os reis ásturo-leoneses foram alargando os domínios cristãos que atingiram o rio Mondego (Afonso III de Leão, e, ao mesmo tempo, iam repovoando terras e reconstruindo igrejas e mosteiros, ficando célebre na parte ocidental o Mosteiro de Guimarães – com grandes propriedades rústicas e muitos castelos por todo o norte do país.
Porém, já no século X, as discórdias entre os chefes cristãos enfraqueceram o reino, e Almançor tomou a ofensiva destruindo Leão, a capital, e reduzindo o reino cristão ao último extremo.

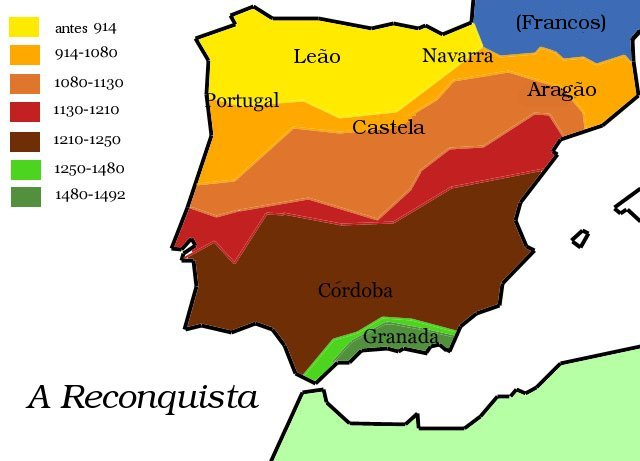
Mapa da evolução da conquista cristã.

No século XI, Sancho de Pamplona, rei de Navarra, anexou o condado de Castela e, por sua morte, os seus estados foram divididos pelos três filhos, sendo nessa altura os condados de Aragão e de Castela elevados à categoria de reinos. O reino de Castela coube a Fernando I, o Magno, mas este em breve se apoderou também do reino de Leão.
Fernando, rei de Leão e Castela, notabilizou-se na luta contra os muçulmanos recuperando muitas terras, entre as quais Coimbra (1064), alargando assim definitivamente os limites da reconquista até ao Mondego. Este monarca desenvolveu o território entre o Douro e Mondego, o qual aparece designado por Portucale, separadamente dos outros territórios da Galiza, com dois distritos ou condados – Portugal e Coimbra – gozando de autonomia administrativa, com magistrados próprios.
Fernando I, ao falecer (1065), repartiu os seus domínios pelos filhos: Sancho ficou com Castela, Afonso com Leão e Astúrias, e Garcia com a Galiza (e com ele o condado de Portugal), transformado no independente Reino da Galiza. Depois de várias lutas entre os irmãos, morto Sancho e destronado Garcia, Afonso VI de Castela reúne novamente todos os estados de seu pai, tornando-se assim rei de Leão, de Castela e de Galiza.
Afonso VI, aproveitando as lutas entre os principados muçulmanos após a desagregação do califado de Córdova (1031), prosseguiu a guerra contra os infiéis e conquistou Toledo, onde fixou a capital.
Face às vitórias cristãs, os emires pedem auxílio aos Almorávidas da Mauritânia, e estes, vindo à Península, derrotam os exércitos cristãos na Batalha de Zalaca (1086). Porém, a oeste, os nobres galegos e do condado portucalense, tomam Santarém e a seguir Lisboa e Sintra (1093), estendendo assim a reconquista até ao Tejo. Contudo, em 1110, uma reacção mais forte dos sarracenos trouxe-os de novo até junto de Santarém e após um longo assédio a cidade rendeu-se, diminuindo de extensão o poder dos leoneses. Santarém permanece então no poder dos mouros até ser reconquistada definitivamente por D. Afonso Henriques em 1147. 
Acudindo aos apelos de Afonso VI, entre os cavaleiros de além-Pirenéus, vem Raimundo da Borgonha, filho do conde de Borgonha, que casaria com D. Urraca, filha do rei de Leão e recebe deste (1093) o governo de toda a Galiza até ao Tejo. No ano seguinte chega à Península D. Henrique, irmão do Duque de Borgonha e primo de Raimundo, que recebe a mão de D. Teresa, filha ilegítima de Afonso VI e recebe, depois, o governo da província portucalense que fazia parte do Reino da Galiza — terra que seu filho  Afonso Henriques (revoltando-se contra ela e o seu padrasto Fernão Peres de Trava) alargou e tornou em reino independente. Assim, a formação do reino de Portugal foi uma frutuosa consequência das cruzadas do Ocidente. O reino da Galiza passou a ser unicamente aquele ao norte do rio Minho, ficando, com o tempo, mais dependente do poder do Reino de Castela — limitada por Leão a Este e por Portugal a Sul, a Galiza assumia assim a sua fronteira e Portugal seria o único a constituir um estado independente do poder castelhano.
Depois de D. Afonso VI de Leão, o último grande reconquistador espanhol até aos Reis Católicos, a reconquista contra o Califado Almóada foi prosseguida pelos reis de Portugal, Castela, Aragão e pelos condes de Barcelona.

### Portugal na Reconquista
D. Afonso Henriques, filho de D. Henrique e D. Teresa, iria revoltar-se contra a sua mãe, conquistando a Independência de Portugal e retomando a reconquista portuguesa autonomamente. Desde o início do Condado de Portucale e do Reino de Portugal, documentamos os seguintes acontecimentos e batalhas:
| Reinado           | Acontecimento                      | Local           | Ano  |
| ----------------- | ---------------------------------- | --------------- | ---- |
| Conde D. Henrique | 1º conde do Condado de Portucale   | Guimarães       | 1096 |
| Conde D. Henrique | Incorporação do Condado de Coimbra | Coimbra         | 1096 |
| Conde D. Henrique | Batalha de Arouca                  | Arouca          | 1102 |
| Afonso Henriques  | Fundação do Castelo                | Leiria          | 1135 |
| Afonso Henriques  | Batalha de Ourique                 | Ourique         | 1139 |
| Afonso Henriques  | Tomada do Castelo                  | Santarém        | 1147 |
| Afonso Henriques  | Conquista de Lisboa                | Lisboa          | 1147 |
| Afonso Henriques  | Batalha de Sacavém *               | Sacavém         | 1147 |
| Afonso Henriques  | Tomada do Castelo                  | Almada          | 1147 |
| Afonso Henriques  | Tomada do Castelo                  | Palmela         | 1147 |
| Afonso Henriques  | Conquista                          | Alcácer do Sal  | 1158 |
| Afonso Henriques  | Conquista do Castelo de Cera       | Tomar           | 1159 |
| Afonso Henriques  | Conquista de Évoramonte            | Évoramonte      | 1159 |
| Afonso Henriques  | Conquista de Beja                  | Beja            | 1159 |
| Afonso Henriques  | Reconquista de Beja                | Beja            | 1162 |
| Afonso Henriques  | Conquista de Évora                 | Évora           | 1165 |
| Afonso Henriques  | Tomada de Serpa                    | Serpa           | 1166 |
| Afonso Henriques  | Tomada de Moura                    | Moura           | 1166 |
| Afonso Henriques  | Batalha de Badajoz                 | Badajoz         | 1169 |
| Sancho I          | Conquista de Alvor                 | Alvor           | 1189 |
| Sancho I          | Cerco de Silves                    | Silves          | 1189 |
| Afonso II         | Batalha Navas de Tolosa            | Navas de Tolosa | 1212 |
| Afonso IV         | Batalha do Salado                  | Cádiz           | 1340 |

* — Considerada lendária pela historiografia moderna

## Cronologia da Reconquista
A cronologia da reconquista pode ser dividida em três fases:
A primeira fase é de hegemonia muçulmana 722-1085;
- Vai da Batalha de Covadonga até a tomada de Toledo.

A segunda fase é de equilíbrio cristão-muçulmano 1085-1212;
- Vai da tomada de Toledo até a Batalha das Navas de Tolosa

A terceira fase é de hegemonia cristã 1212-1492;
- Vai Batalha das Navas de Tolosa até a Conquista de Granada

## Ordens religiosas e Cruzadas
Todos os reinos ibéricos puderam beneficiar do apoio de várias Ordens Militares, das quais se destacam a Ordem dos Hospitalários e a Ordem dos Templários, ordens de cavalaria militar e religiosa instituídas com o propósito da cristianização.
Portugal, especialmente, viria a beneficiar das Cruzadas em trânsito para o Médio Oriente, tendo estas desempenhado um papel importantíssimo na tomada de algumas cidades portuguesas e subsequente expansão, bem como na fundação do próprio Reino de Portugal.

## Fim do domínio árabe

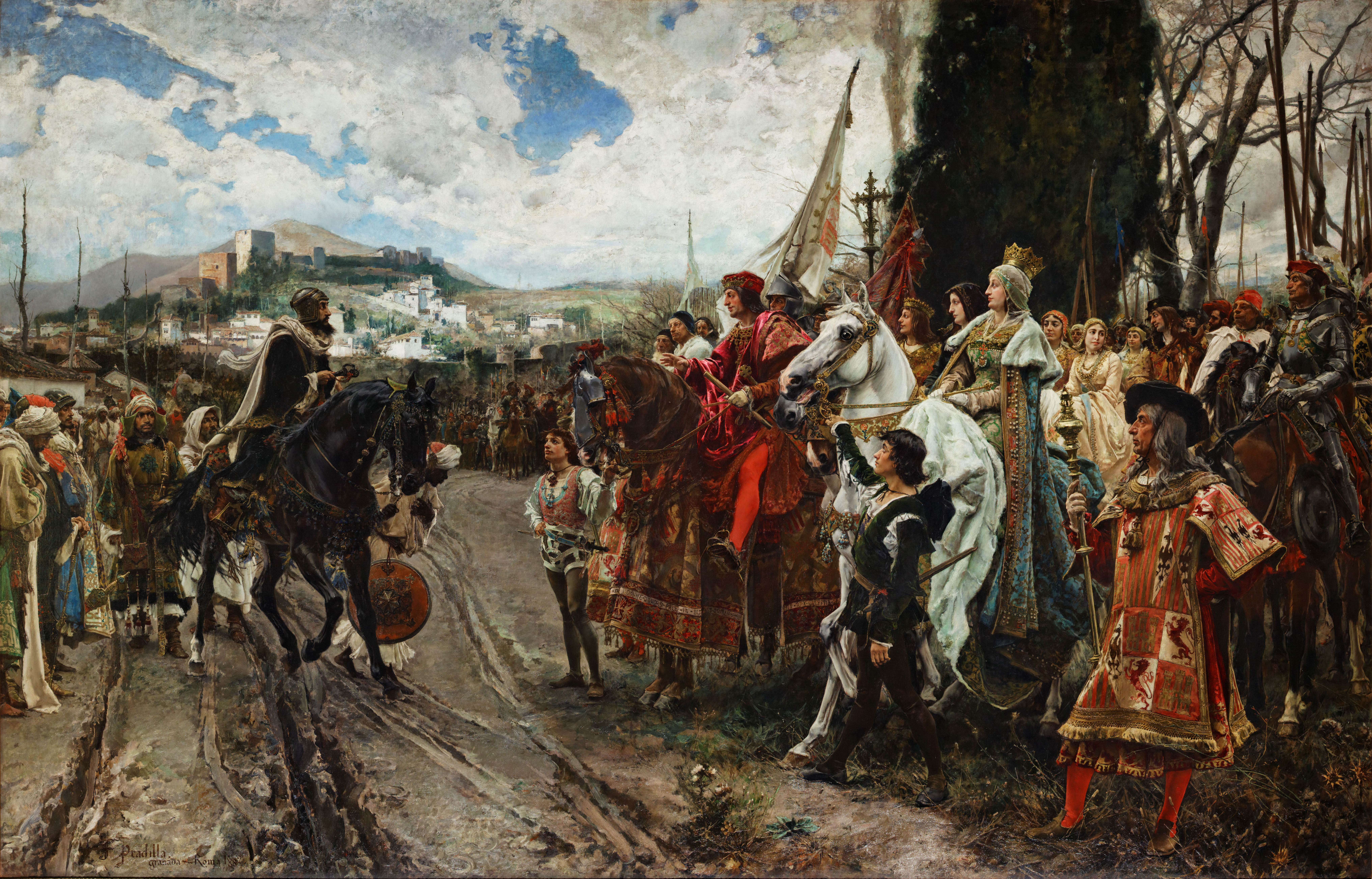
Granada — entrega das chaves da cidade pelo próprio rei Boabdil à rainha Isabel I de Castela.

Em 1492, com a conquista do reino de Granada, a Reconquista chegava ao fim. Já os reinos da Galiza, Leão, Castela, Navarra e Aragão iniciavam uma relativa unificação ao possuir um único rei (embora mantendo a autonomia económica, administrativa e comercial), que posteriormente recebeu o nome de Espanha. Juntamente com o reino independente de Portugal, debatiam-se estes dois Estados pelas conquistas marítimas. Ainda com o apoio da Igreja, ambos os reis estavam agora de olhos postos no Norte de África, nas praças comerciais de renome, como Ceuta e Tânger, sob o pretexto da cristianização. Caminhava-se, paralelamente, para a fase inicial dos Descobrimentos.